# Női négypárevezős az 1992. évi nyári olimpiai játékokon
Az 1992. évi nyári olimpiai játékokon a evezés női négypárevezős versenyszámát július 28. és augusztus 2. között rendezték a Lake of Banyoles-tón.

## Versenynaptár
| Dátum                        | Forduló  |
| ---------------------------- | -------- |
| 1992. július 28., kedd       | Előfutam |
| 1992. július 31., péntek     | Vigaszág |
| 1992. augusztus 2., vasárnap | Döntő    |

## Eredmények
Az időeredmények másodpercben értendők. A rövidítések jelentése a következő:
- QA: az A-döntőbe jutott
- QB: a B-döntőbe jutott

### Előfutam
Az előfutamokból az első helyezettek automatikusan az A döntőbe jutottak, a többiek a vigaszágra kerültek.
| Helyezés | Nemzet | Idő      | Mj       |
| 1. futam | 1. futam | 1. futam | 1. futam |
| -------- | --- | -------- | -------- |
| 1.       | Németország (GER) · Kerstin Müller · Sybille Schmidt · Birgit Peter · Kristina Mundt                               | 6:24,70  | QA       |
| 2.       | Románia (ROU) · Constanța Burcică-Pipotă · Doina Ignat · Veronica Cochelea-Cogeanu · Anişoara Bălan-Dobre          | 6:29,58  |          |
| 3.       | Hollandia (NED) · Laurien Vermulst · Marjan Pentenga · Anita Meiland · Harriet van Ettekoven                       | 6:33,84  |          |
| 4.       | Kína (CHN) · Feng Li-li (Feng Lili) · Jang Hung (Yang Hong) · Lu Hua-li (Lu Huali) · Ku Hsziao-li (Gu Xiaoli)      | 6:40,38  |          |
| 5.       | Bulgária (BUL) · Lalka Berberova · Szevdalina Teoharova · Galina Anahrieva · Rumjana Dzsadzsarova                  | 6:46,40  |          |
| 2. futam | |          |          |
| 1.       | Egyesített Csapat (EUN) · Kacjarina Hadatovics · Antonyina Dumcseva · Tetyana Usztyuzsanyina · Jelena Hlopceva     | 6:30,17  | QA       |
| 2.       | Egyesült Államok (USA) · Kristine Karlson · Alison Townley · Serena Eddy-Moulton · Michelle Knox-Zaloom            | 6:36,73  |          |
| 3.       | Csehszlovákia (TCH) · Ľubica Novotníková-Kurhajcová · Michaela Burešová-Loukotová · Hana Kafková · Irena Soukupová | 6:37,20  |          |
| 4.       | Dánia (DEN) · Berit Christoffersen · Lene Pedersen · Trine Hansen · Ulla Werner Hansen                             | 7:03,34  |          |

### Vigaszág
| Helyezés | Nemzet | Idő      | Mj       |
| A/B      | A/B | A/B      | A/B      |
| 1. futam | 1. futam | 1. futam | 1. futam |
| -------- | --- | -------- | -------- |
| 1.       | Románia (ROU) · Constanța Burcică-Pipotă · Doina Ignat · Veronica Cochelea-Cogeanu · Anişoara Bălan-Dobre          | 6:37,11  | QA       |
| 2.       | Csehszlovákia (TCH) · Ľubica Novotníková-Kurhajcová · Michaela Burešová-Loukotová · Hana Kafková · Irena Soukupová | 6:40,18  | QA       |
| 3.       | Dánia (DEN) · Berit Christoffersen · Lene Pedersen · Trine Hansen · Ulla Werner Hansen                             | 6:48,76  | QB       |
| 4.       | Bulgária (BUL) · Lalka Berberova · Szevdalina Teoharova · Galina Anahrieva · Rumjana Dzsadzsarova                  | 6:49,72  | QB       |
| 2. futam | |          |          |
| 1.       | Egyesült Államok (USA) · Kristine Karlson · Alison Townley · Serena Eddy-Moulton · Michelle Knox-Zaloom            | 6:30,93  | QA       |
| 2.       | Hollandia (NED) · Laurien Vermulst · Marjan Pentenga · Anita Meiland · Harriet van Ettekoven                       | 6:34,78  | QA       |
| 3.       | Kína (CHN) · Feng Li-li (Feng Lili) · Jang Hung (Yang Hong) · Lu Hua-li (Lu Huali) · Ku Hsziao-li (Gu Xiaoli)      | 6:38,70  | QB       |

### Döntők
| Hely.   | Össz.   | Nemzet | Idő     | Mj      |
| B-döntő | B-döntő | B-döntő | B-döntő | B-döntő |
| ------- | ------- | --- | ------- | ------- |
| 1.      | 7.      | Kína (CHN) · Feng Li-li (Feng Lili) · Jang Hung (Yang Hong) · Lu Hua-li (Lu Huali) · Ku Hsziao-li (Gu Xiaoli)      | 6:48,90 |         |
| 2.      | 8.      | Dánia (DEN) · Berit Christoffersen · Lene Pedersen · Trine Hansen · Ulla Werner Hansen                             | 6:51,89 |         |
| 3.      | 9.      | Bulgária (BUL) · Lalka Berberova · Szevdalina Teoharova · Galina Anahrieva · Rumjana Dzsadzsarova                  | 6:53,71 |         |
| A-döntő |         | |         |         |
| Arany   | Arany   | Németország (GER) · Kerstin Müller · Sybille Schmidt · Birgit Peter · Kristina Mundt                               | 6:20,18 |         |
| Ezüst   | Ezüst   | Románia (ROU) · Constanța Burcică-Pipotă · Doina Ignat · Veronica Cochelea-Cogeanu · Anişoara Bălan-Dobre          | 6:24,34 |         |
| Bronz   | Bronz   | Egyesített Csapat (EUN) · Kacjarina Hadatovics · Antonyina Dumcseva · Tetyana Usztyuzsanyina · Jelena Hlopceva     | 6:25,07 |         |
| 4.      | 4.      | Hollandia (NED) · Laurien Vermulst · Marjan Pentenga · Anita Meiland · Harriet van Ettekoven                       | 6:32,40 |         |
| 5.      | 5.      | Egyesült Államok (USA) · Kristine Karlson · Alison Townley · Serena Eddy-Moulton · Michelle Knox-Zaloom            | 6:32,65 |         |
| 6.      | 6.      | Csehszlovákia (TCH) · Ľubica Novotníková-Kurhajcová · Michaela Burešová-Loukotová · Hana Kafková · Irena Soukupová | 6:35,99 |         |